# Saint-Hilaire-Foissac
Saint-Hilaire-Foissac – miejscowość i gmina we Francji, w regionie Nowa Akwitania, w departamencie Corrèze. Nazwa miejscowości pochodzi od imienia św. Hilarego.
Według danych na rok 1990 gminę zamieszkiwało 201 osób, a gęstość zaludnienia wynosiła 5 osób/km² (wśród 747 gmin Limousin Saint-Hilaire-Foissac plasuje się na 430. miejscu pod względem liczby ludności, natomiast pod względem powierzchni na miejscu 77.).